# 科特迪瓦咖啡產業
由於咖啡豆為科特迪瓦第二大出口商品，所以該國的咖啡產業對當地經濟尤其重要。科特迪瓦在1970年代至1980年代期間曾是非洲最大的咖啡出口國，而現時也是世界上大型羅巴斯塔咖啡生產國之一。

## 歷史
科特迪瓦的咖啡種植產業於19世紀由法國殖民者引進，而其咖啡產量則由1945年第二次世界大戰後的36,000公噸增加至1958年的112,500公噸。這個數字在1960年科特迪瓦獨立後繼續上升，並於1970年代達到頂峰，讓該國成為當時繼巴西和哥倫比亞後全球第三大咖啡出口國。但後來科特迪瓦的內戰卻使咖啡種植活動變得不穩定。另一方面，當地源自法屬西非殖民地時期制定的咖啡生產工序以及政策吸引了不少法國公司投資並參與科特迪瓦的咖啡製作產業。

## 產量
科特迪瓦主要出產羅巴斯塔咖啡（Robusta coffee）；而以下則是根據聯合國糧食及農業組織下屬的糧食及農業組織聯合統計資料庫（Food and Agriculture Organization Corporate Statistical Database）所記錄之當地每年咖啡生豆（即未被烘焙）的產量：
| 年份 | 咖啡產量 （公噸） |
| ---- | ----------------- |
| 1965 | 202,105           |
| 1970 | 279,610           |
| 1975 | 270,400           |
| 1980 | 249,608           |
| 1985 | 277,082           |
| 1990 | 285,164           |
| 1995 | 194,968           |
| 2000 | 380,000           |
| 2005 | 230,000           |
| 2010 | 94,372            |
| 2011 | 32,291            |
| 2012 | 121,426           |
| 2013 | 103,743           |

該國的未成熟羅巴斯塔咖啡豆輸出產量曾在2000年時達到最高的380,000公噸，但於隨後的十多年則因為當地的動亂而不斷下跌，特別是在2002年至2007年發生的科特迪瓦革命戰爭期间和2010年至2011年的第二次科特迪瓦內戰期间。2014年，科特迪瓦農業部長宣佈該國計劃於2020年時把咖啡產量提高至400,000公噸，約為2013年的4倍。

## 註譯
1. 1 2  Nick Brown. . Daily Coffee News. 2013年11月6日  [2018年6月7日]. （原始内容存档于2015年6月6日） （英语）.
2. ↑  Hamilton 2004，第60頁.
3. ↑  . 美國全國咖啡協會.   [2018年6月7日]. （原始内容存档于2015年9月17日） （英语）.
4. ↑  Habeeb 2014，第55頁.
5. ↑  Thurston, Morris & Steiman 2013，第253頁.
6. ↑  Skinner 1964，第5頁.
7. 1 2 3 4  . 路透通訊社. 2014年11月18日  [2018年6月7日]. （原始内容存档于2015年10月19日） （英语）.